# Dharmapur
Dharmapur é uma vila no distrito de Hugli, no estado indiano de Bengala Ocidental.

## Demografia
Segundo o censo de 2001, Dharmapur tinha uma população de 5384 habitantes. Os indivíduos do sexo masculino constituem 51% da população e os do sexo feminino 49%. Dharmapur tem uma taxa de literacia de 71%, superior à média nacional de 59,5%: a literacia no sexo masculino é de 76% e no sexo feminino é de 65%. Em Dharmapur, 10% da população está abaixo dos 6 anos de idade.